# Třída Flamant
Třída Flamant (jinak též OPV 54) je třída oceánských hlídkových lodí francouzského námořnictva. Celkem byly postaveny tři jednotky této třídy. Ve službě jsou od roku 1997. Plavidla této třídy a avíza třídy D'Estienne d'Orves ve službě nahradí oceánské hlídkové lodě vyvinuté v programu Patrouilleurs Hauturiers (původně Patrouilleur Océanique).

## Stavba
Tři jednotky této třídy postavily francouzské loděnice Constructions Mécaniques de Normandie (CMN) v Cherbourgu (první a třetí) a Leroux & Lotz v Lorientu (druhá). Do služby byly přijaty roku 1997.
Jednotky třídy Flamant:
| Jméno           | Založení kýlu   | Spuštěna         | Zařazení do služby | Status  |
| --------------- | --------------- | ---------------- | ------------------ | ------- |
| Flamant (P676)  | 16. března 1994 | 24. dubna 1995   | 18. prosince 1997  | aktivní |
| Cormoran (P677) | 25. května 1994 | 15. května 1995  | 29. října 1997     | aktivní |
| Pluvier (P678)  | 7. března 1995  | 2. prosince 1996 | 18. prosince 1997  | aktivní |

## Konstrukce

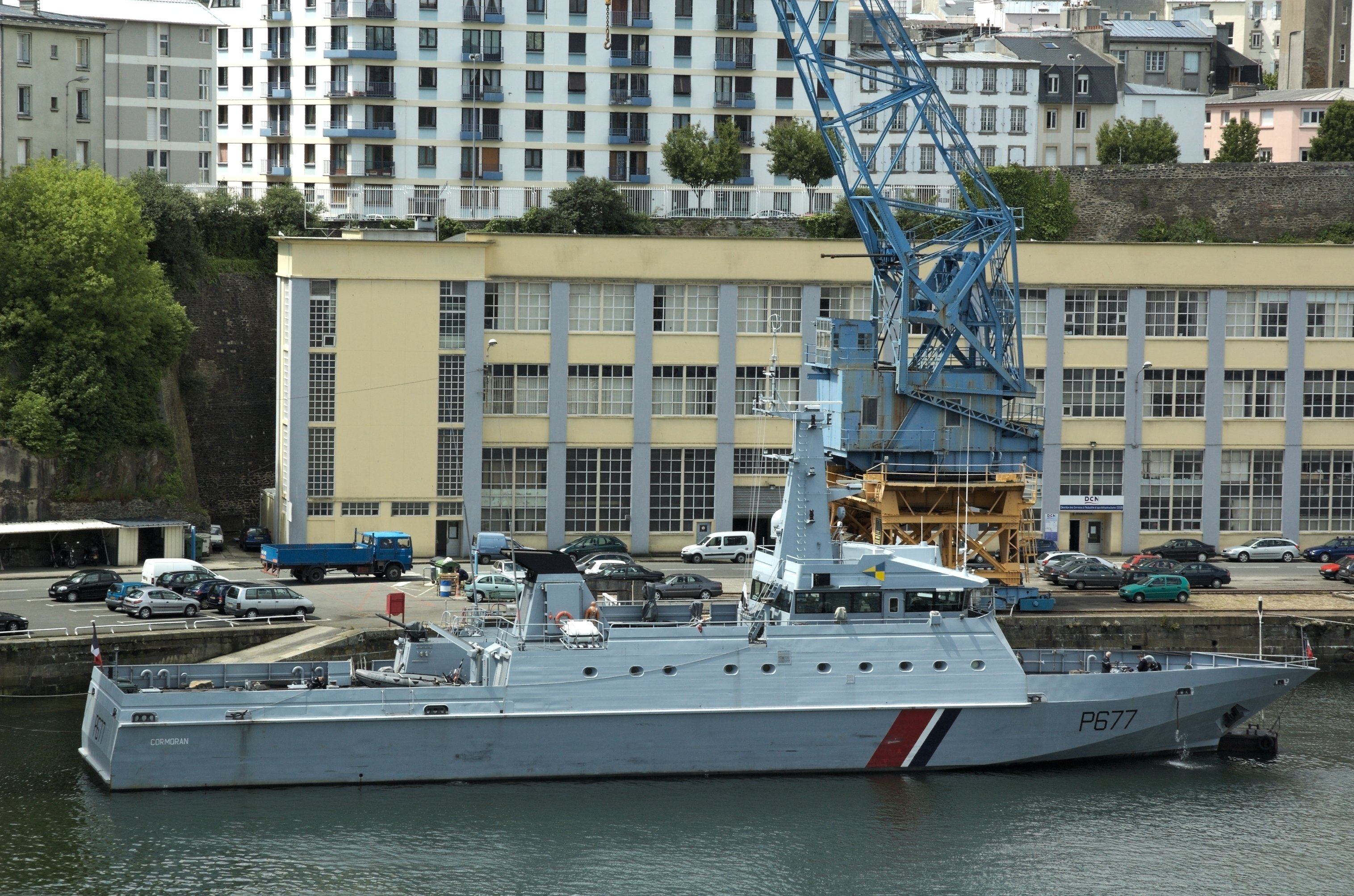
Cormoran (P677)

Výzbroj se skládá ze dvou 12,7mm kulometů. Pohonný systém tvoří dva diesely Deutz-MWM TBD 620 V16 o výkonu 7960 shp. Nejvyšší rychlost dosahuje 22 uzlů.